# قائمة حكام أندرا برديش

حكم ولاية أندرا برديش 24 حاكمًا منذ عام 1953

حاكم ولاية أندرا برديش هو رئيس ولاية أندرا برديش الهندية، سلطات ومهام حكام ولايات الهند مماثلة لسلطات ومهام رئيس الهند لكن على مستوى الولاية فقط وأيضا المنصب شرفي ورئيس وزراء الولاية هو صاحب السلطة التنفيذية. يعين رئيس الهند حاكم الولاية الذي يكون من ولاية أخرى لفترة مدة خمس سنوات. لم تذكر العوامل التي يعتمد عليها الرئيس في تقييم المرشحين في الدستور.
تذكر هذه القائمة حكام ذلك ولاية أندرا وأندرا برديش الموحدة وأندرا برديش الحالية منذ إنشاء الولاية أول مرة في 1953 حتى الآن. المقر الرسمي للحاكم هو راج بهافان الموجود في فيجاياوادا. الحاكم الحالي هو السيد س. عبد النظير الذي شغل المنصب في 24 فبراير 2023.

## مؤهلات
تحدد المادة 157 والمادة 158 من دستور الهند متطلبات الأهلية لمنصب الحاكم. وهي على النحو التالي:
يجب على المحافظ أن:
- أن يكون مواطنًا هنديًا.
- ألا يقل عمره عن 35 عامًا.
- ألا يكون عضوا في أي من مجلسي برلمان الولاية أو مجلس الهيئة التشريعية للولاية.
- لا يشغل أي منصب ربحي.

## قائمة الحكام

### 1953–1956
حكام ولاية أندرا التي تألفت من منطقتي أندرا الساحلية ورايالاسيما، وقد انفصلت هذه الولاية عن ولاية مدراس في عام 1953.
البيانات من بوابة ولاية أندرا برديش.
| # | صورة | الحاكم (ميلاد–الوفاة)                   | فترة الحكم    | فترة الحكم     | فترة الحكم       | ولاية الحاكم | المنصب السابق      | رئيس الهند     |
| # | صورة | الحاكم (ميلاد–الوفاة)                   | استلم المنصب  | ترك المنصب     | المدة في المنصب  | ولاية الحاكم | المنصب السابق      | رئيس الهند     |
| - | ---- | --------------------------------------- | ------------- | -------------- | ---------------- | ------------ | ------------------ | -------------- |
| 1 |      | Chandulal Madhavlal Trivedi (1893–1980) | 1 أكتوبر 1953 | 31 أكتوبر 1956 | 3 سنوات و30 أيام | كجرات        | Governor of Punjab | راجندرا براساد |

### منذ 1956
ضمت دولة حيدر أباد إلى الهند في 1 نوفمبر 1956، فدمج قسم جولبارجا في ولاية ميسور وأورانجاباد في ولاية بومباي. دُمج الجزء المتبقي الناطق باللغة التيلوغية مع ولاية أندرا لتشكيل ولاية أندرا براديش المتحدة الجديدة، ثم قسمت الولاية إلى ولايتي أندرا برديشوتلنغانة في 2 يونيو 2014 بموجب قانون إعادة تنظيم أندرا برديش لعام 2014.
| #        | صورة                           | الحاكم (الميلاد–الوفاة)                  | فترة الحكم     | فترة الحكم     | فترة الحكم        | ولاية الحاكم | المنصب السابق                                  | رئيس الهند                      |
| #        | صورة                           | الحاكم (الميلاد–الوفاة)                  | استلم المنصب   | ترك المنصب     | الفترة في المنصب  | ولاية الحاكم | المنصب السابق                                  | رئيس الهند                      |
| -------- | ------------------------------ | ---------------------------------------- | -------------- | -------------- | ----------------- | ------------ | ---------------------------------------------- | ------------------------------- |
| 1        |                                | Chandulal Madhavlal Trivedi (1893–1980)  | 1 نوفمبر 1956  | 1 أغسطس 1957   | 2 سنوات و274 أيام | كجرات        | Governor of Andhra state                       | راجندرا براساد                  |
| 2        |                                | Bhim Sen Sachar (1894–1978)              | 1 أغسطس 1957   | 8 سبتمبر 1962  | 5 سنوات و38 أيام  | البنجاب      | Governor of Odisha                             | راجندرا براساد                  |
| 3        |                                | S. M. Shrinagesh (1903–1977)             | 8 سبتمبر 1962  | 4 مايو 1964    | 1 سنة و239 أيام   | مهاراشترا    | حاكم آسام                                      | سارفيبالي راذاكريشنان           |
| 4        | Pattom_A._Thanu_Pillai_(image) | Pattom A. Thanu Pillai (1885–1970)       | 4 مايو 1964    | 11 أبريل 1968  | 3 سنوات و343 أيام | كيرلا        | Governor of Punjab                             | سارفيبالي راذاكريشنان           |
| 5        | –                              | Khandubhai Kasanji Desai (1898–1975)     | 11 أبريل 1968  | 25 يناير 1975  | 6 سنوات و289 أيام | كجرات        | Minister of Labour                             | ذاكر حسين                       |
| 6        | –                              | S. Obul Reddy (1916–1996)                | 25 يناير 1975  | 10 يناير 1976  | 350 أيام          | أندرا برديش  | Chief Justice of the Andhra Pradesh High Court | فخر الدين علي أحمد              |
| 7        |                                | Mohan Lal Sukhadia (1916–1982)           | 10 يناير 1976  | 16 يونيو 1976  | 158 أيام          | راجستان      | Governor of Karnataka                          | فخر الدين علي أحمد              |
| 8        |                                | Ramchandra Dhondiba Bhandare (1916–1988) | 16 يونيو 1976  | 17 فبراير 1977 | 246 أيام          | مهاراشترا    | Governor of Bihar                              | فخر الدين علي أحمد              |
| 9        | –                              | B. J. Divan (1919–2012)                  | 17 فبراير 1977 | 5 مايو 1977    | 77 أيام           | كجرات        | Chief Justice of the Andhra Pradesh High Court | باسابا دانابا جاتي (بالوكالة)   |
| 10       |                                | Sharda Mukherjee (1919–2007)             | 5 مايو 1977    | 15 أغسطس 1978  | 1 سنة و102 أيام   | مهاراشترا    | عضو لوك سابها ‏                                 | باسابا دانابا جاتي (بالوكالة)   |
| 11       | –                              | ك. س. إبراهام (1899–1986)                | 15 أغسطس 1978  | 15 أغسطس 1983  | 5 سنوات و0 أيام   | كيرلا        | رئيس المؤتمر الوطني الهندي                     | نيلام سانجيفا ريدي              |
| 12       |                                | Thakur Ram Lal (1929–2002)               | 15 أغسطس 1983  | 29 أغسطس 1984  | 1 سنة و14 أيام    | هيماجل برديش | رئيس وزراء هيماجل برديش                        | زيل سينغ                        |
| 13       |                                | شانكار دايال شارما (1918–1999)           | 29 أغسطس 1984  | 26 نوفمبر 1985 | 1 سنة و89 أيام    | مدهيا برديش  | President of the Indian National Congress      | زيل سينغ                        |
| 14       |                                | Kumudben Joshi (1934–2022)               | 26 نوفمبر 1985 | 7 فبراير 1990  | 4 سنوات و73 أيام  | كجرات        | وزير الصحة ورعاية الأسرة                       | زيل سينغ                        |
| 15       |                                | كريشان كانت (1927–2002)                  | 7 فبراير 1990  | 22 أغسطس 1997  | 7 سنوات و196 أيام | كجرات        | عضو لوك سابها ‏                                 | آر فينكاتارامان                 |
| 16       | –                              | Gopala Ramanujam (1915–2001)             | 22 أغسطس 1997  | 24 نوفمبر 1997 | 94 أيام           | تاميل نادو   | Governor of Odisha                             | ك. ر. نارايانان                 |
| 17       |                                | C. Rangarajan (1932–)                    | 24 نوفمبر 1997 | 3 يناير 2003   | 5 سنوات و40 أيام  | تاميل نادو   | Governor of the Reserve Bank of India          | ك. ر. نارايانان                 |
| 18       |                                | Surjit Singh Barnala (1925–2017)         | 3 يناير 2003   | 4 نوفمبر 2004  | 1 سنة و306 أيام   | البنجاب      | Governor of Uttarakhand                        | أبو بكر زين العابدين عبد الكلام |
| 19       |                                | سوشيل كومار شيندي ‏ (1941–)               | 4 نوفمبر 2004  | 29 يناير 2006  | 1 سنة و86 أيام    | مهاراشترا    | رئيس وزراء مهاراشترا                           | أبو بكر زين العابدين عبد الكلام |
| 20       |                                | Rameshwar Thakur (1925–2015)             | 29 يناير 2006  | 22 أغسطس 2007  | 1 سنة و205 أيام   | جهارخاند     | Governor of Odisha                             | أبو بكر زين العابدين عبد الكلام |
| 21       |                                | N. D. Tiwari (1925–2018)                 | 22 أغسطس 2007  | 27 ديسمبر 2009 | 2 سنوات و127 أيام | أتر برديش    | رئيس وزراء أوتارخند                            | براتيبا باتيل                   |
| بالوكالة |                                | E. S. L. Narasimhan (1945–)              | 27 ديسمبر 2009 | 22 يناير 2010  | 9 سنوات و208 أيام | تاميل نادو   | Governor of Chhattisgarh                       | براتيبا باتيل                   |
| 22       | 23 يناير 2010                  | E. S. L. Narasimhan (1945–)              | 1 يونيو 2014   |                | 9 سنوات و208 أيام | تاميل نادو   | Governor of Chhattisgarh                       | براتيبا باتيل                   |
| 22       | 2 يونيو 2014                   | E. S. L. Narasimhan (1945–)              | 23 يوليو 2019  | براناب مخرجي   | 9 سنوات و208 أيام | تاميل نادو   | Governor of Chhattisgarh                       |                                 |
| 23       |                                | Biswabhusan Harichandan (1934–)          | 24 يوليو 2019  | 23 فبراير 2023 | 3 سنوات و214 أيام | أوديشا       | Member of Odisha Legislative Assembly          | رام نات كوفيند                  |
| 24       |                                | Syed Abdul Nazeer (1958–)                | 24 فبراير 2023 | في المنصب      | 2 سنوات و148 أيام | كرناتكا      | Judge of the Supreme Court of India            | دروبادي مورمو                   |

## روابط خارجية
- Official موقع حاكم ولاية أندرا برديش نسخة محفوظة 16 ديسمبر 2022 على موقع واي باك مشين.
- List on Andhra Pradesh State Government's Web Site